# De Avelingen
De Avelingen is een Nederlands natuurgebied tussen Gorinchem en Boven Hardinxveld van ongeveer 100 ha.
Het gebied ligt ingeklemd tussen de Boven Merwede en het Kanaal van Steenenhoek. Het industrieterrein dat aan dit kanaal is ontstaan, heet ook "De Avelingen". Het gebied is in beheer bij Staatsbosbeheer.